# Zoica
Zoica is een geslacht van spinnen uit de familie wolfspinnen (Lycosidae).

## Soorten
De volgende soorten zijn bij het geslacht ingedeeld:
- Zoica bambusicola Lehtinen & Hippa, 1979
- Zoica bolubolu Lehtinen & Hippa, 1979
- Zoica carolinensis Framenau, Berry & Beatty, 2009
- Zoica falcata Lehtinen & Hippa, 1979
- Zoica harduarae (Biswas & Roy, 2008)
- Zoica minuta (McKay, 1979)
- Zoica oculata Buchar, 1997
- Zoica pacifica Framenau, Berry & Beatty, 2009
- Zoica parvula (Thorell, 1895)
- Zoica puellula (Simon, 1898)
- Zoica wauensis Lehtinen & Hippa, 1979